# Jean-François Péron
Jean-François Péron, conosciuto anche con il diminutivo Jeff Péron (11 ottobre 1965) è un ex calciatore francese, di ruolo centrocampista.

## Carriera
Esordisce tra i professionisti nel 1983, all'età di 18 anni, con il Dunkerque, club della seconda divisione francese; gioca con i biancoazzurri per cinque stagioni consecutive, tutte in questa categoria, per complessive 116 presenze e 20 reti in partite di campionato. Si trasferisce poi allo Strasburgo, con cui nella stagione 1988-1989 esordisce in prima divisione, segnandovi 2 reti in 35 presenze, a cui aggiunge 98 presenze e 9 reti in seconda divisione sempre nel medesimo club in seconda divisione nel triennio successivo. Al termine della stagione 1991-1992, terminata con una promozione in prima divisione, va a giocare al Lens, altro club di massima serie, con cui in un biennio totalizza complessivamente 58 presenze e 5 reti in questa categoria.
Nell'estate del 1994 si accasa al Caen; qui, nell'arco di quattro stagioni, cambia ogni anno categoria: nelle stagioni 1994-1995 e 1996-1997 gioca infatti in prima divisione (retrocedendo in entrambe le occasioni), mentre nella stagione 1995-1996 contribuisce con una rete in 32 presenze alla vittoria del campionato di seconda divisione, categoria in cui gioca un'ulteriore partita nelle settimane iniziali della stagione 1997-1998, nella quale dopo una breve parentesi in Scozia all'Ayr Utd (con cui gioca una partita in seconda divisione) passa agli inglesi del Walsall, dove conclude la stagione realizzando una rete in 38 presenze nella terza divisione inglese. Gioca poi per una stagione e mezzo nella seconda divisione inglese al Portsmouth (48 presenze e 3 reti) e per mezza stagione nuovamente in terza divisione, questa volta al Wigan, con cui gioca 24 partite di campionato, una delle quali nei play-off. Si ritira infine nel 2004, dopo un quadriennio trascorso nella quarta divisione francese con la maglia dei semiprofessionisti del Bayeux.

## Palmarès

### Club

#### Competizioni nazionali
- Campionato francese di seconda divisione: 1

Caen: 1995-1996